# Sistine Stallone
Pour les articles homonymes, voir Stallone.
Sistine Rose Stallone, née le 27 juin 1998 à Los Angeles en Californie, est une mannequin et actrice américaine.

## Biographie
Sistine Rose Stallone est la fille de l'acteur Sylvester Stallone et de la mannequin Jennifer Flavin (en). En 2016, elle signe un contrat avec l'agence IMG Models,. En juin 2016, elle pose pour le magazine Glamour. À l'occasion de la 74e cérémonie des Golden Globes, elle et ses deux sœurs Sophia et Scarlet officient en tant que Miss Golden Globe. En 2019, elle est diplômée en sciences de la communication à l'université de Californie du Sud,.
Sistine Stallone fait ses débuts d'actrice en 2019 en jouant dans le film d'horreur 47 Meters Down: Uncaged.
En 2023, Sistine Stallone révèle dans la télé-réalité « The Family Stallone » qu'elle travaille sur le scénario d'un long-métrage, Scavenger Hunt, un film d'horreur réalisé par Elle Callahan .

## Filmographie

### Cinéma
- 2019 : 47 Meters Down: Uncaged de Johannes Roberts : Nicole
- 2021 : La Proie (Midnight in the Switchgrass) de Randall Emmett : Heather